# جان کالینز (بازیکن فوتبال، زاده ۱۹۴۲)
جان کالینز (انگلیسی: John Collins؛ زادهٔ ۱۰ اوت ۱۹۴۲) بازیکن فوتبال اهل بریتانیا است.
از باشگاه‌هایی که در آن بازی کرده‌است می‌توان به باشگاه فوتبال کمبریج یونایتد، باشگاه فوتبال کویینز پارک رنجرز، باشگاه فوتبال اولدهام اتلتیک، باشگاه فوتبال لوتون تاون، و باشگاه فوتبال ردینگ اشاره کرد.